# Dawid II Wielki Komnen
Dawid II, gr. Δαβίδ Μέγας Κομνηνός – Davidos Megas Komnenos (zm. 1 listopada 1463) – ostatni cesarz Trapezuntu, panujący w latach 1458–1461. Był trzecim synem cesarza Aleksego IV i Teodory Kantakuzen, młodszym bratem Aleksandra Komnena i Jana IV.  

## Życiorys
Tuż po zdobyciu Konstantynopola Mehmed II Zdobywca planował rozprawić się z Trapezuntem. Rozkaz ten miał wykonać namiestnik Amasyi, Chyzyr beg, który podjął odpowiednie działania. Było to w roku 1456. Wtedy do sułtana przybył brat cesarza Jana IV – Dawid. Cesarski brat zaoferował sułtanowi 2000 sztuk złota trybutu rocznie, Mehmed zgodził się podwyższając tę sumę do 3000. Niebawem w tym samym roku Jan IV zmarł i tron cesarski objął jego brat Dawid, rządząc początkowo jako opiekun nieletniego następcy zmarłego cesarza Jana IV - Aleksego V, którego niemal natychmiast zdetronizował. 
Cesarz Dawid II był całkowicie zaskoczony atakiem w sierpniu 1461 roku. Nie wiedział, że jego najbliższy sojusznik Uzun Hasan zawarł układ z Osmanami. Liczył na konflikt Turkmenów z Mehmedem II Zdobywcą. Zlekceważył zupełnie atak osmańskiej floty na swoją stolicę. Gdy dotarły wiadomości, że sułtan idzie też z armią lądową postanowił wejść w układy, aby się ratować. 15 sierpnia 1461 roku opuścił stolicę i udał się do Stambułu. 
Dawid korzystał z sułtańskiej emerytury niecałe dwa lata. W marcu 1463 roku jego dawny przyjaciel Jerzy Amirutzes doniósł władzom, że były cesarz otrzymał list od swojej bratanicy. Żona Uzun Hasana proponowała, aby jej brat Aleksy bądź jeden z synów Dawida przybył, aby ją odwiedzić. Mehmed Zdobywca uznał to za zdradę. 1 listopada został ścięty z rozkazu Mehmeda II razem z bratem, siedmioma synami i bratankiem Aleksym (synem Jana IV Komnena) w więzieniu Siedmiu Wież w Konstantynopolu. Jego najmłodszy syn - Jerzy jako jedyny został oszczędzony ze względu na swój młody wiek, potem uciekł do Gruzji. Maria Gattilusio, wdowa po starszym bracie Dawida – Aleksandrze – dołączyła do haremu sułtana, podobnie stało się z córką Dawida – Anną, która jednak później została żoną generała Zagana Paszy. Syn Marii – Aleksy – również został oszczędzony i stał się jednym z sułtańskich gońców. Owdowiała cesarzowa Helena Kantakuzena początkowo zamieszkała w jednej ze swoich willi, ale potem została ukarana przez sułtana za pochowanie swojego męża i synów, których ciała zostały zostawione na pożarcie psom, i resztę życia spędziła w skrajnej biedzie. 
Rzeź przeżyła też, z racji przebywania za granicą, nieznana z imienia córka cesarza, żona władcy Gurieli z dynastii Dadiani. Późniejsi władcy Gurieli przypominali swoje pochodzenie od Dawida Wielkiego Komnena i poprzez niego również od kilkunastu innych cesarzy, którzy byli jego przodkami.
Najmłodszy syn Dawida i Heleny – trzyletni wówczas Jerzy – został wychowany na muzułmanina. Gdy podrósł, pozwolono mu odwiedzić dwór Uzun Hasana, z którego już nie powrócił do Turcji. Udał się do Gruzji i tam powróciwszy do chrześcijaństwa poślubił gruzińską księżniczkę. Jego dalsze losy i jego ewentualnych potomków nie są znane.

## Małżeństwa i potomstwo
Pierwszą żoną Dawida była Maria Gocka, córka niepodległego władcy miasta Mangup na Krymie, które jednak znajdowało się na terenie wpływów cesarstwa Trapezuntu. Maria pochodziła z tzw. Gotów krymskich, zmarła przed 1447. Z drugą żoną, Heleną Kantakuzeną, prawnuczką cesarza bizantyjskiego Jana VI Kantakuzena, Dawid miał:
- Bazylego (ściętego w 1463),
- Manuela (ściętego w 1463),
- jednego lub pięciu innych synów (ściętych w 1463)
- Jerzego (1460 – zm. po 1463),
- Annę (1447 – zm. po 1463), żonę Zagana Paszy, a następnie Sinana,
- córkę o nieznanym imieniu, żonę Mamia Gurieli (która jako jedyna na pewno przeżyła swojego ojca).

W lipcu 2013 roku Święty Synod Patriarchatu Ekumenicznego ogłosił akt kanonizacyjny Dawida II Wielkiego Komnena i jego synów: Bazylego, Jerzego i Manuela oraz bratanka świętymi męczennikami. Ich liturgiczne wspomnienie ma przypadać pierwszego listopada.